# São Thomé das Letras
São Tomé das Letras – miasto i gmina na południu stanu Minas Gerais w południowo-wschodniej Brazylii, 35 km na wschód od miasta Três Corações. Ma 6655 mieszkańców (2010), a gęstość zaludnienia wynosi 18 osób/km². Miasto i gmina São Thomé das Letras zajmują powierzchnię 369,75 km².
Znajduje się w mezoregionie Sul e Sudoeste de Minas i mikroregionie Varginha.

## Gospodarka
Gospodarka gminy opiera się zasadniczo o wydobycie kamienia i turystykę przyrodniczą, ukierunkowaną na alternatywny styl życia. W São Thomé das Letras znajduje się duża ilość wodospadów, pierwotny las atlantycki oraz jaskinie.

## Historia
Nazwa miasta związana jest z legendą o czarnym niewolniku, który zbiegł z plantacji możnego barona Alfenas. Uciekinier znalazł w grocie posąg świętego Tomasza wraz z listem napisanym doskonałym, kaligrafowanym pismem, niemożliwym do napisania przez niepiśmiennego niewolnika. Baron był tak zdumiony tą opowieścią, że uwolnił swojego niewolnika, a następnie nakazał budowę kościoła obok groty, w miejscu w którym obecnie znajduje się centrum São Thomé das Letras. Okolica była zamieszkała przez Indian Cataguá aż do XVIII wieku, kiedy to zostali stąd wyparci przez oddziały bandeirantes, portugalskich osadników, którzy zdobywali brazylijski interior.
Budowa katedry w São Thomé das Letras rozpoczęła się w 1785 r. W końcowej fazie została ozdobiona obrazami w stylu brazylijskiego baroku, namalowanymi przez Joaquima Joségo da Natividade.
W XIX w. okoliczni farmerzy budowali w São Thomé das Letras domy, których używali w okresach świątecznych, pozostawiając je na resztę roku puste.
Wydobycie kwarcytu rozpoczęło się na początku XX wieku i stało się podstawą gospodarki miasta.
Jeden z obrazów Joaquima Joségo da Natividade został skradziony w 1991 r.

## Zjawiska geologiczne
São Thomé das Letras jest typowym prowincjonalnym miastem, zbudowanym na tak bogatych złożach kwarcytu, znanego jako kamień świętego Tomasza (używanego szeroko na obramowania basenów pływackich), że został wykorzystany do budowy niektórych domów w mieście i brukowania ulic. Obecnie powszechnie jest używany przez miejscowych rzemieślników do wyrobu drobnych wyrobów takich, jak małe domki z kamienia, sprzedawanych turystom jako pamiątki.
Jest to ciekawa miejscowość z architekturą w rustykalnym stylu zwanym tu „mineiro”, położona w górzystym terenie, wznoszącym się do 1440 m n.p.m., co pozwala na obserwację szerokiej panoramy całej okolicy wraz z górami i dolinami. Dzięki temu miasto jest wymarzonym celem turystów przyrodniczych oraz tych, którzy lubią sztukę. Miejscowość była też w przeszłości sceną opery mydlanej pod tytułem Filhos do Sol w nieistniejącej już stacji telewizyjnej Manchete TV.
Na terenie São Thomé das Letras istnieje szereg wartych zobaczenia atrakcji turystycznych: Grota Świętego Tomasza, grota Carimbado, Dom Piramidy (tajemniczy i obecnie opuszczony dom w kształcie skorpiona, zbudowany z kwarcytu), liczne formacje skalne, z których najbardziej znana jest Czarownica oraz wodospady, wśród których należy wymienić:
- Cachoeira da Lua (Wodospad Księżycowy)
- Vale das Borboletas
- Floresta dos Duendes
- Cachoeira Véu da Noiva (Welon panny młodej)
- Cachoeira Antares
- Cachoeira da Eubiose
- Cachoeira do Flávio
- Corredeira Xangrilá (Wodospad Szangri-La)
- Cachoeira Paraíso (Rajski Wodospad)
- Cachoeira dos Sonhos
- Cachoeira da Chuva

## Galeria

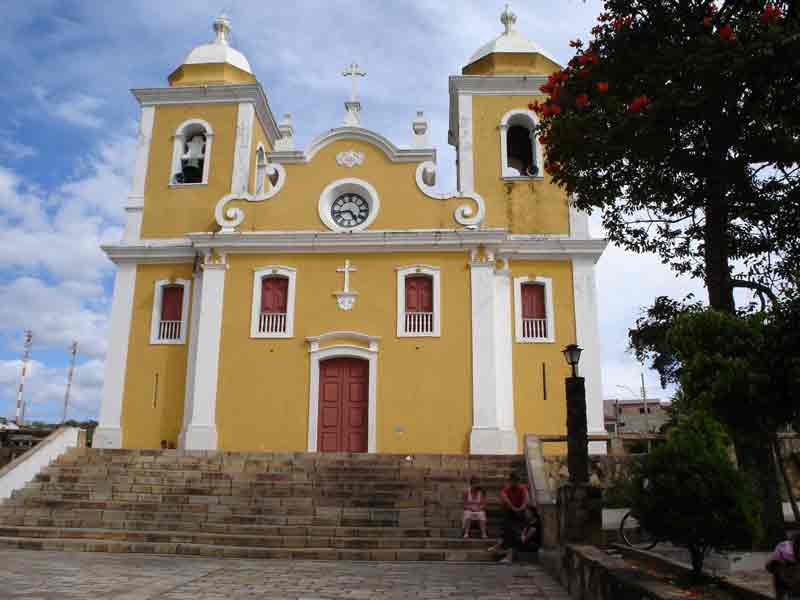
Kościół
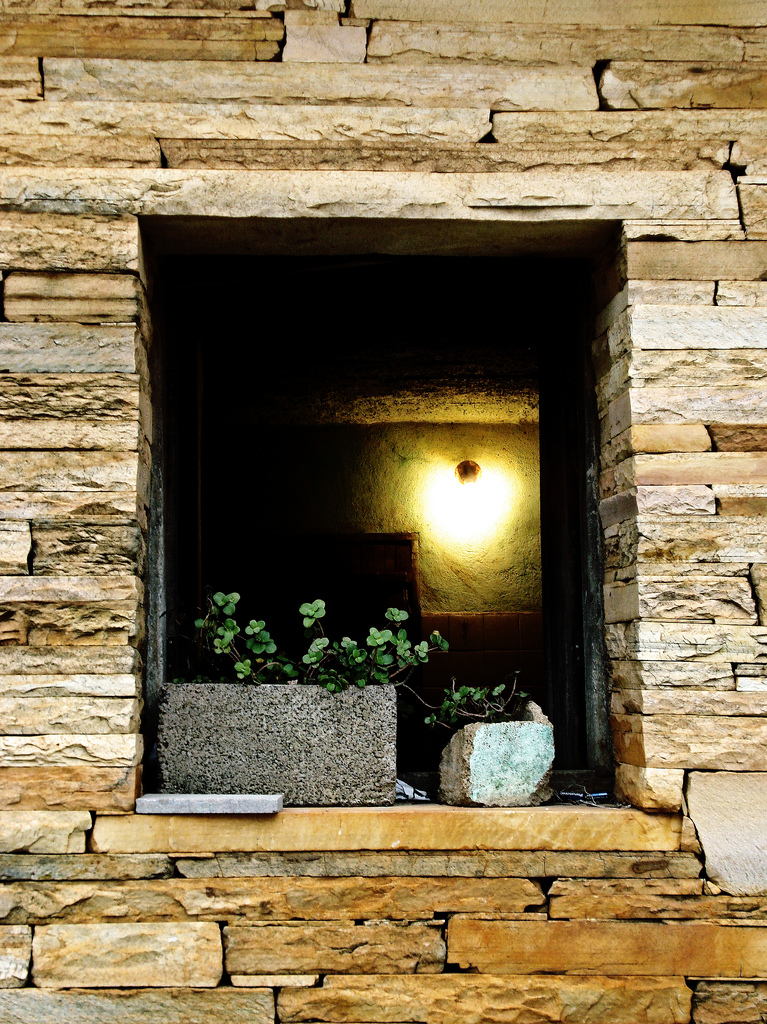
Okno w tradycyjnym, kamiennym budynku
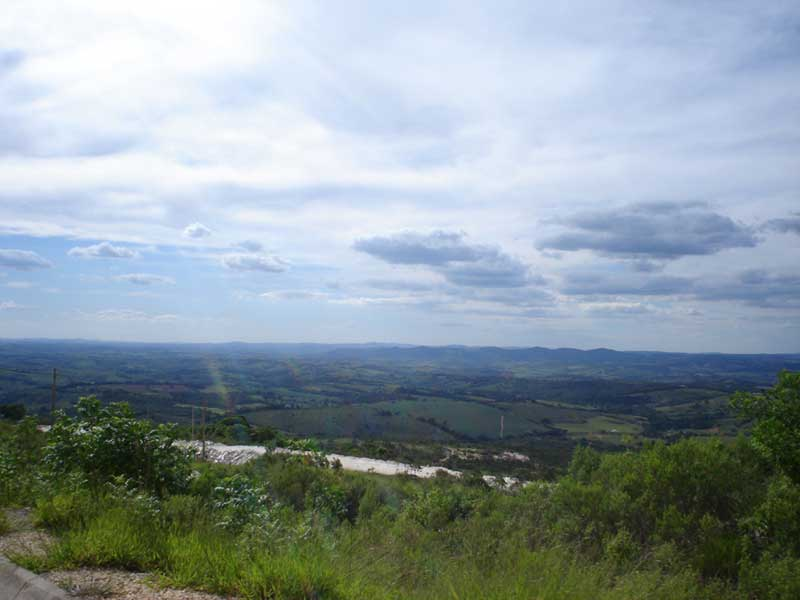
Panorama
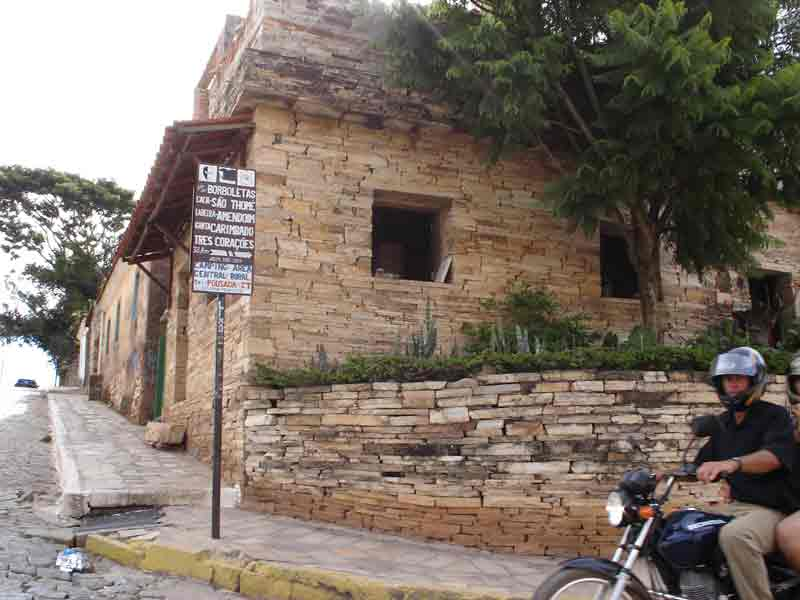
Budynek z kamienia
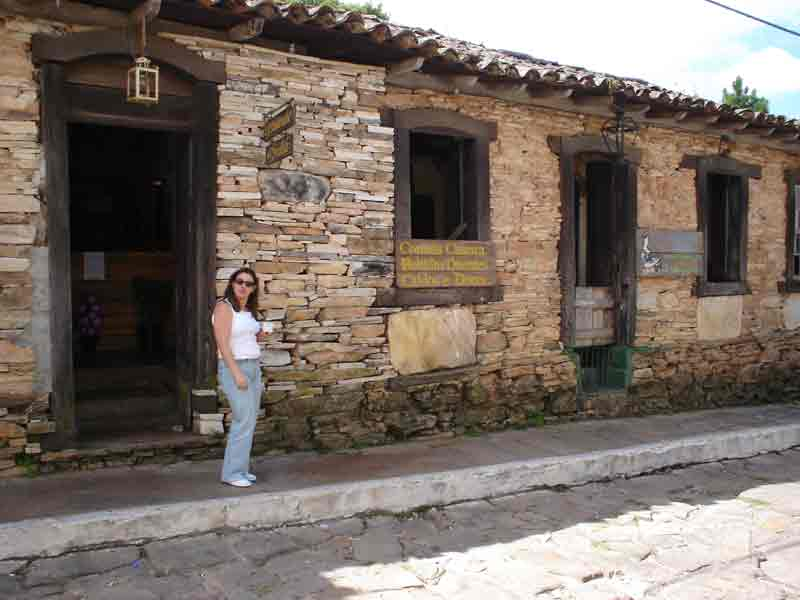
Budynek z kamienia
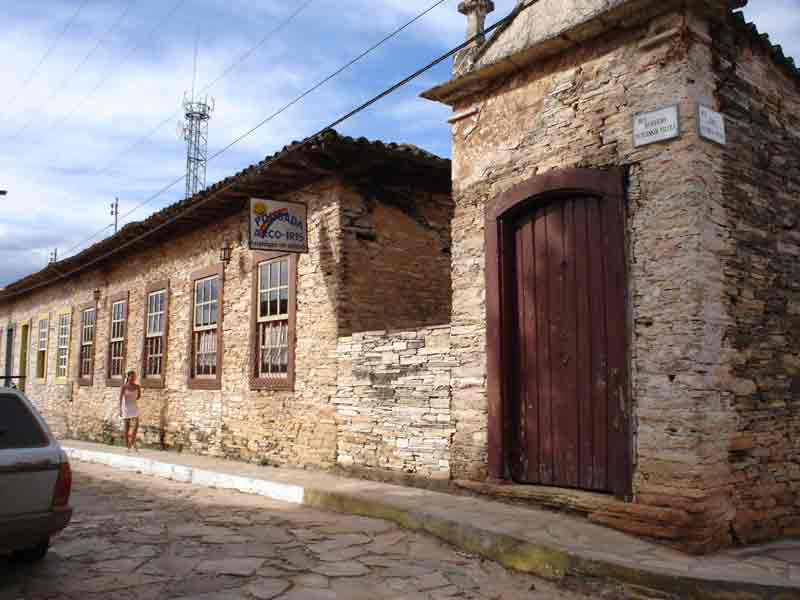
Budynek z kamienia
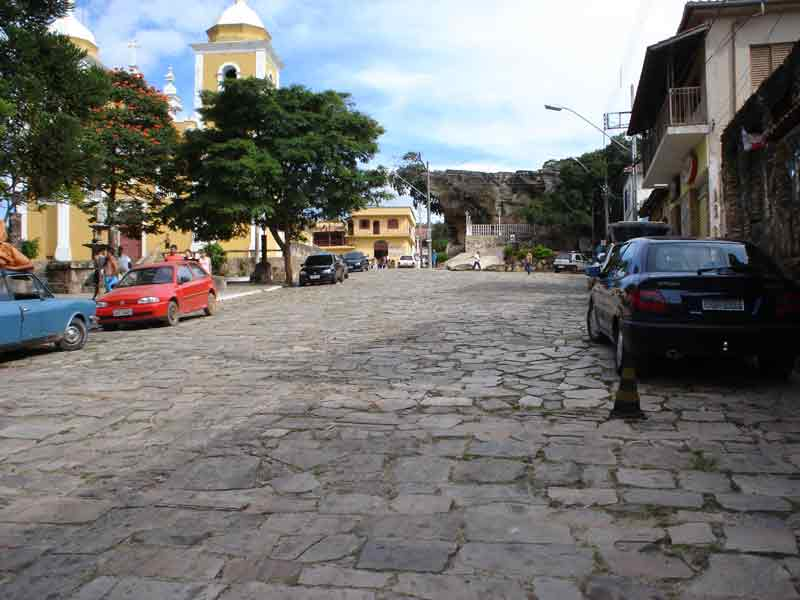
Kamienny bruk
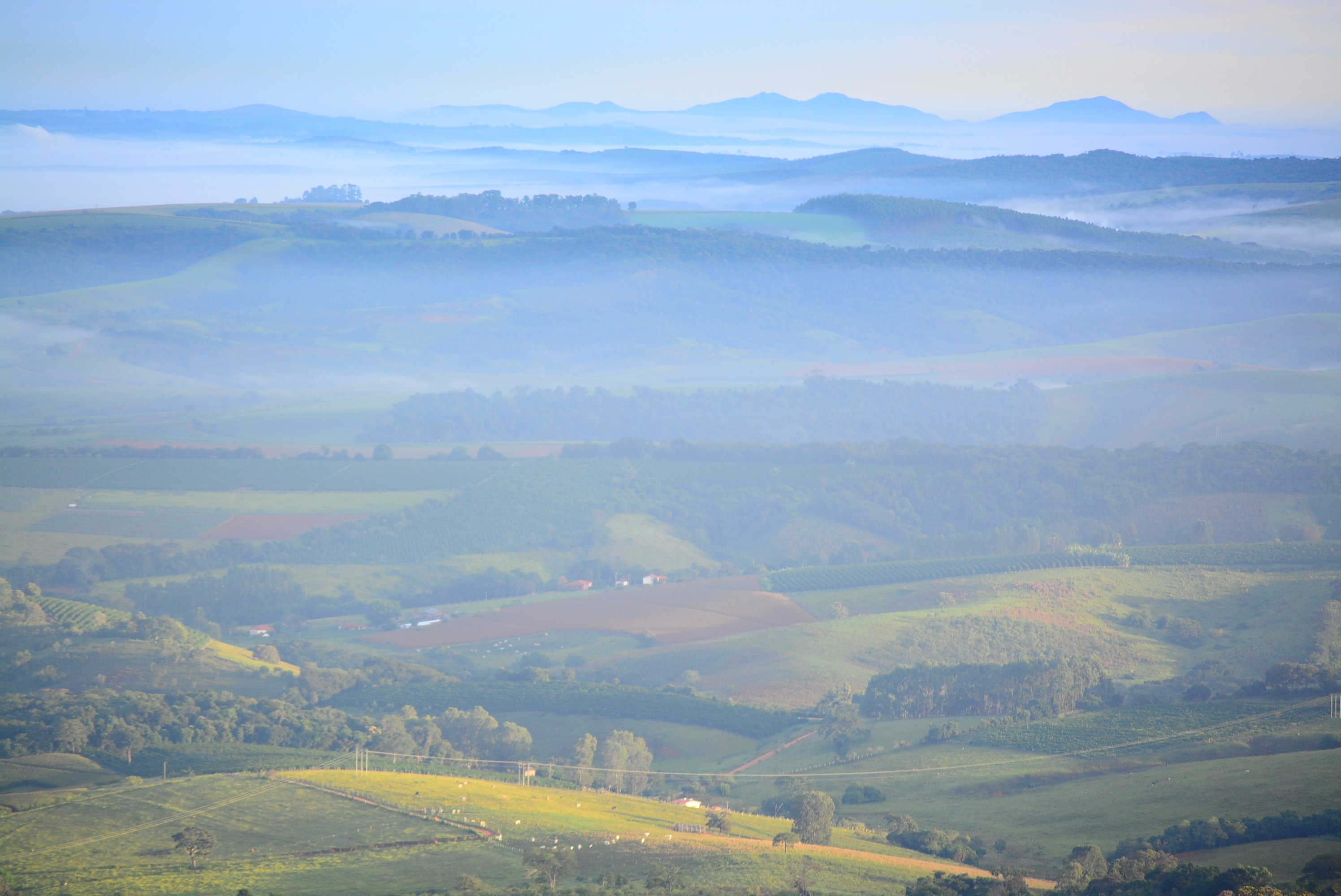
Panorama
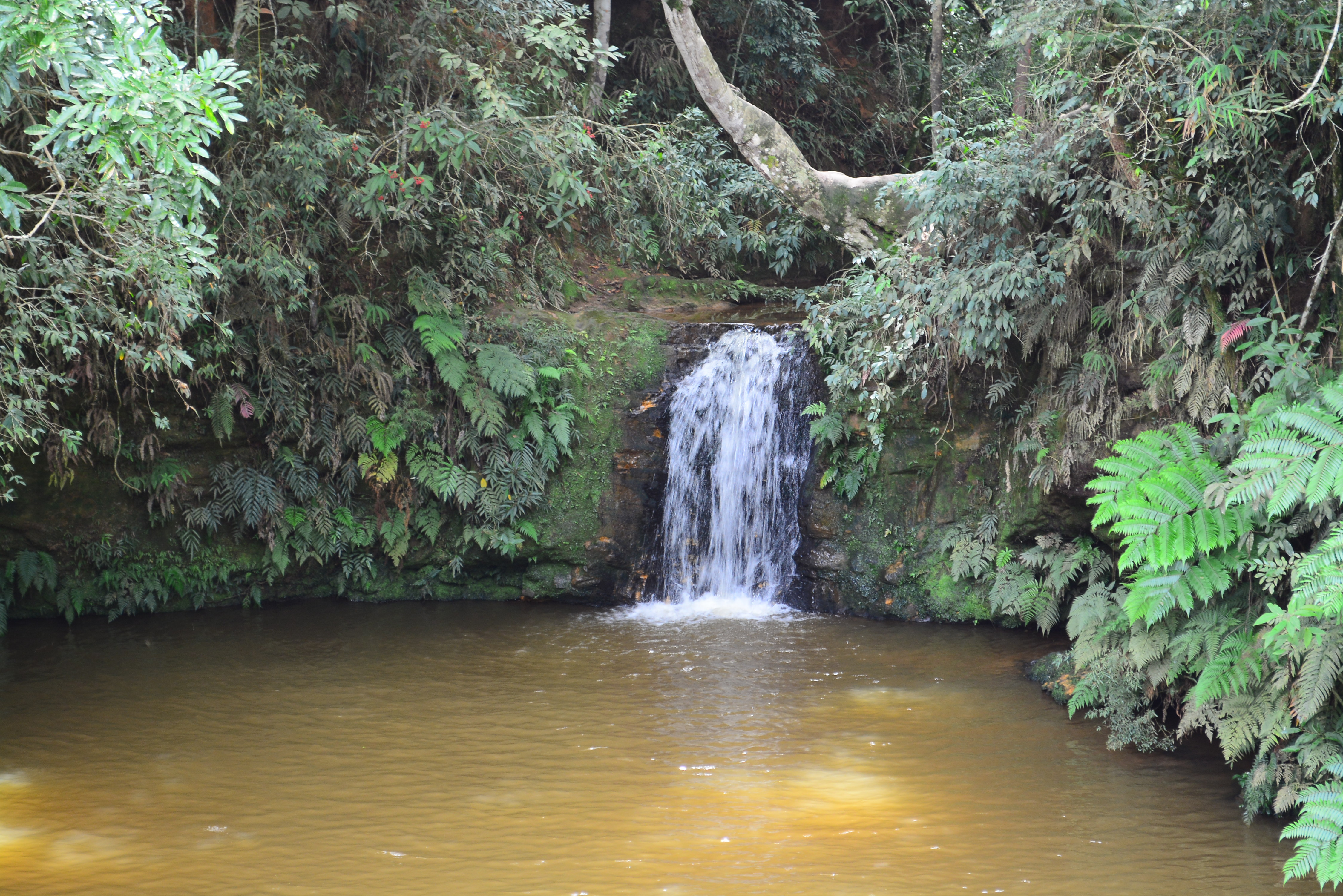
Cachoeira da Lua, Wodospad księżycowy
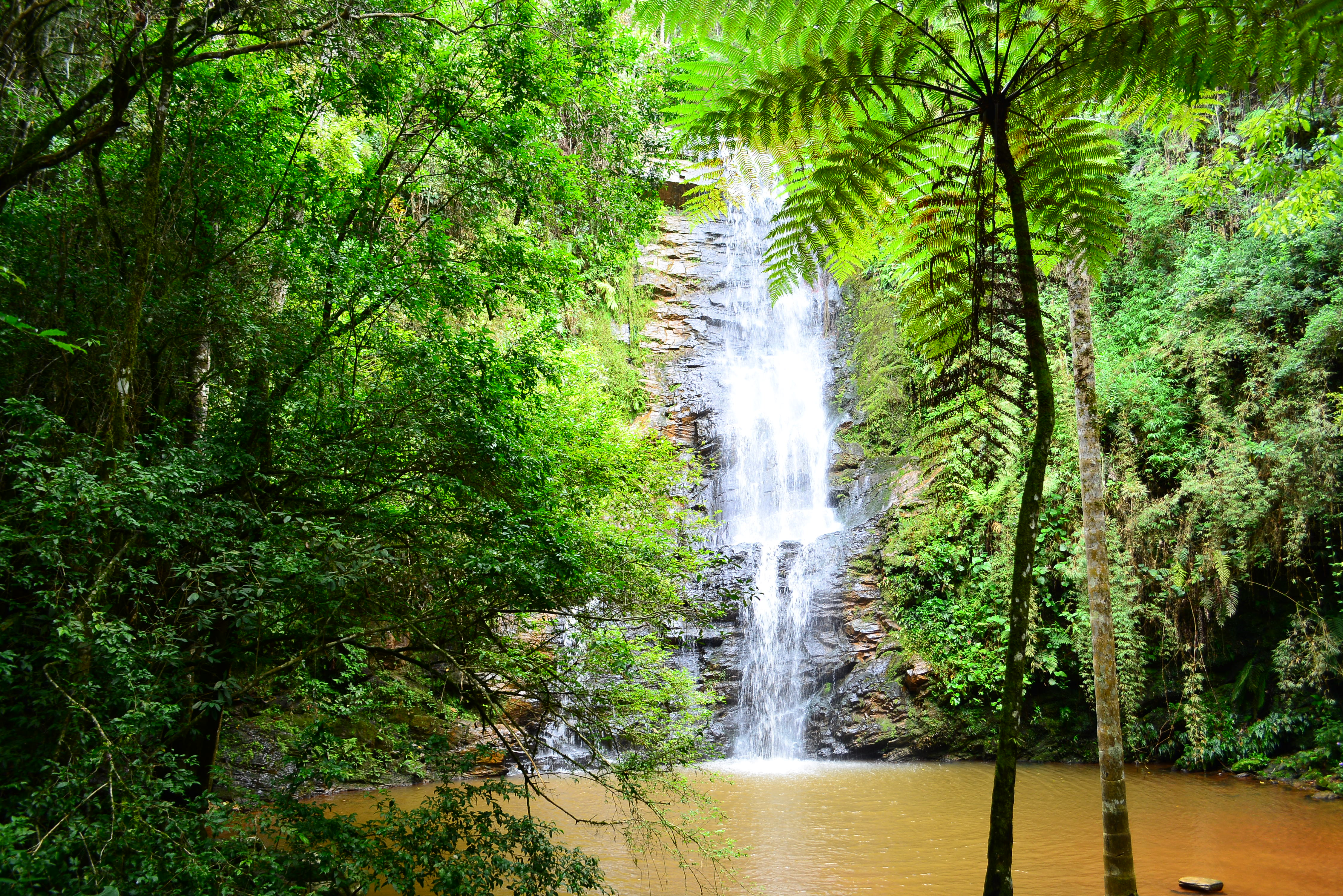
Wodospad Antares